# 尼古拉斯·達格斯托
尼古拉斯·達格斯托（英語：Nicholas D'Agosto；1980年4月17日—）是一位美國演員。他最著名的作品是絕命終結站5、超異能英雄和性愛大師。他出生在內布拉斯加州奧馬哈。

## 外部連結
- 尼古拉斯·達格斯托在互联网电影资料库（IMDb）上的資料（英文）